# Арбузов, Андрей Александрович
Андрей Александрович Арбузов (род. 29 октября 1989 года) — российский пловец в ластах и пловец.

## Карьера
Воспитанник Дивногорской ДЮСШ. Тренер — Чалдушкин Вячеслав Прохорович.
Окончил Институт физической культуры, туризма и туризма Сибирского федерального университета (СФУ).

### Плавание
Занимаясь плаванием, в 2009 году выполнил норматив мастера спорта международного класса. Серебряный призёр чемпионата России 2009 года в эстафете 4×100 м вольным стилем. Бронзовый призёр чемпионата России 2010 года в плавании на дистанции 100 м вольным стилем. Бронзовый призёр чемпионата России 2011 года в эстафете 4×100 м вольным стилем. Чемпион Европы 2015 года на короткой воде в эстафете 4 х 50 метров.
Серебряный призёр чемпионата Европы 2015 года на короткой воде в смешанной эстафете 4 х 50 метров
Чемпион России 2016 года 50 метров вольный стиль
Бронзовый призёр всемирной Универсиады 2017 года в эстафете 4 х 100 метров вольный стиль

### Подводное плавание
В 2011 году на этапе Кубка мира в этом виде спорта установил мировой рекорд на дистанции 50 метров вольным стилем — 19,06 секунды. Правда, рекорд официально не был засчитан из-за отсутствия на соревнованиях допинг-контроля.
Бронзовый призёр чемпионата Европы 2012 года. Чемпион мира и рекордсмен мира 2016 года.
2х кратный чемпион Европы 2017 года в эстафете 4×100 метров кл. ласты и 100 метров кл. ласты.
Серебряный призёр чемпионата Европы 2017 года на 50 метров кл. ласты.
Чемпион Всемирных игр 2017 года на дистанции 50 метров кл. ласты